# 인텔컴
인텔컴(intelligence company)은 탐정기업을 말한다. PIA(Private intelligence agency)라고도 부른다.

## 유명한 인텔컴
- 이지스 (영국)
- 블랙 큐브 (이스라엘, 영국)
- 부즈 알랜 해밀턴 (영국)
- 컨트롤 리스크 그룹 (영국)
- Groupe GEOS (프랑스)
- Hakluyt & Company (영국)
- 크롤 (미국)
- Oxford Analytica
- 핑커튼 (미국)
- 스미스 브랜든 인터내셔널 (미국)
- 스트랫포 (미국)
- 스토다컴 (아프리카)

## 같이 보기
- 민간군사기업
- 탐정
- 비즈니스 인텔리전스
- 공개출처정보
- 싱크탱크